# Luciana Paluzzi
Luciana Paluzzi (Roma, 10 de junho de 1937) é uma atriz italiana, mais conhecida como a sensual bond girl Fiona Volpe de 007 contra a Chantagem Atômica / 007 - Operação Relâmpago, de 1965, o filme de maior sucesso de bilheteria de toda a série de James Bond.
Seu primeiro trabalho no cinema foi uma participação sem crédito num filme romântico de 1954, aos 17 anos de idade. Nos anos 50 e início da década seguinte participou de diversos filmes, a maioria deles italianos, notadamente em papéis coadjuvantes. Em seus primeiros trabalhos foi creditada como Luciana Paoluzzi.
Apesar de ter um grande currículo no cinema antes e depois de seu encontro com Bond,  Luciana é mais conhecida do publico em geral como a sexy e letal 'Fiona Volpe', de 007 contra a Chantagem Atômica. Ela fez testes para o papel de Domino Derval, a bond girl principal do filme, no que acabou sendo dado à francesa Claudine Auger. Paluzzi ficou arrasada em não conseguir o papel, mas teve seu consolo como 'Volpe', a bad girl, que mais tarde declarou ser mais divertida de viver.
Anos depois, Luciana admitiu que o papel de bond girl no cinema é uma faca de dois gumes para atrizes. Ela ficou agradecida pela fama, o reconhecimento popular e o status de celebridade mundial que o filme lhe deu nos anos 60, mas como resultado disso, reconheceu que participando deste tipo de filme, tão surreal e popular, lhe fez não ser levada a sério como atriz por seus pares, perdendo a oportunidade de trabalhar com cineastas mais respeitados, encerrando sua participação nas telas em 1978, depois de participar de vários filmes europeus de segunda linha.
Casada desde 1980 com Michael Solomon, ela vive atualmente em Bel Air, Los Angeles, Califórnia.